# Francis Bonahon
Francis Bonahon (* 9. September 1955 in Tarbes) ist ein französischer Mathematiker, der sich mit niedrigdimensionaler Topologie befasst.

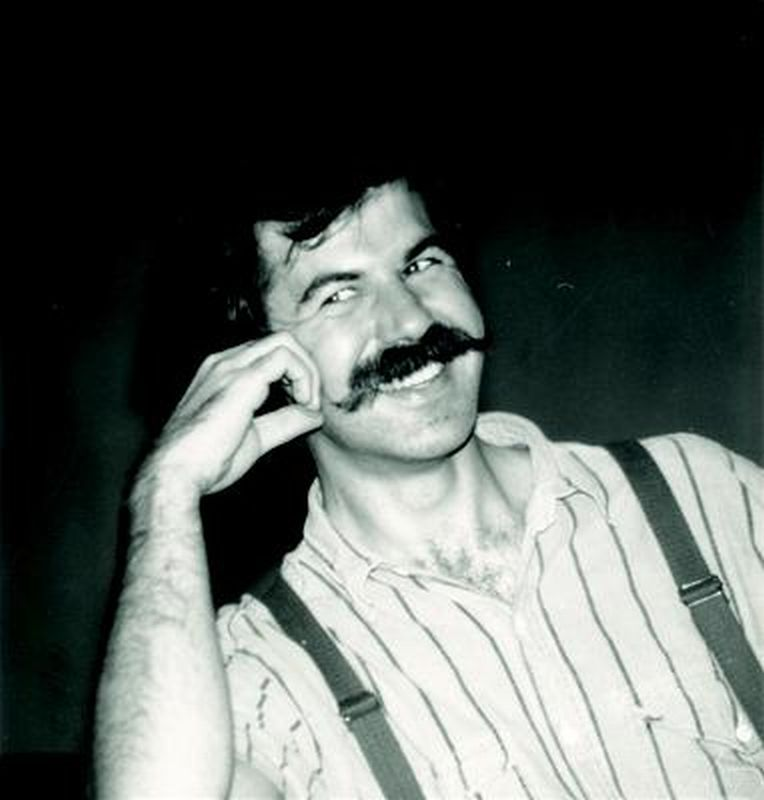
Francis Bonahon, Oberwolfach 1987

## Leben
Bonahon studierte nach seinem Baccalauréat 1972 Mathematik an der École normale supérieure. 1975 erhielt er sein Diplom (Maitrise) in Mathematik an der Universität Paris VII. Er wurde 1979 bei Laurence Siebenmann an der Universität Paris XI in Orsay promoviert (Thèse de Troisième Cycle: Involutions et fibrés de Seifert dans les variétés de dimension 3). Als Post-Doktorand war er 1979/80 als Procter Fellow an der Princeton University. 1980 wurde er Attaché des Recherches und 1983 Chargé des Recherches des CNRS. 1985 habilitierte er sich bei Siebenmann an der Universität Paris XI (Geometric structures on 3-manifolds and applications). 1986 wurde er Assistant Professor und 1989 Professor an der University of Southern California in Los Angeles.
1990 war er Gastprofessor an der University of California, Davis, 1996 am Centre Émile Borel und IHES, 1997 am Caltech und 2000 am IHES.
Bonahon befasst sich mit dreidimensionaler Topologie, Knotentheorie, Flächen-Diffeomorphismen, hyperbolischer Geometrie und Kleinschen Gruppen.
1985 erhielt er die Bronzemedaille des CNRS und 1989 bis 1994 einen Presidential Young Investigator Award. 1987 bis 1989 war er Sloan Research Fellow. Er ist Fellow der American Mathematical Society.
Er war Invited Speaker auf dem Internationalen Mathematikerkongress 1990 in Kyoto (Ensembles limites et applications).
Zu seinen Doktoranden gehört Frédéric Paulin.

## Schriften

### Bücher und Überblicksartikel
- Low dimensional geometry: from euclidean surfaces to hyperbolic knots. Student Mathematical Library, American Mathematical Society 2009. ISBN 978-0-8218-4816-6
- Geodesic laminations on surfaces, in M. Lyubich, John Milnor, Yair Minsky (Herausgeber) Laminations and Foliations in Dynamics, Geometry and Topology, Contemporary Mathematics 269, 2001, 1–38.
- Geometric Structures on 3-manifolds, in R. Daverman, R. Sher (Herausgeber) Handbook of Geometric Topology, North Holland 2002, S. 93–164.
- Herausgeber mit Robert Devaney, Frederick Gardiner, Dragomir Saric: Conformal Dynamics and Hyperbolic Geometry, Contemporary Mathematics 573, AMS, 2012

### Wissenschaftliche Arbeiten (Auswahl)
- Difféotopies des espaces lenticulaires, Topology 22 (1983), 305–314.
- Cobordism of automorphism of surfaces, Annales ENS, 16 (1983), 237–270. numdam
- mit Laurence Siebenmann: The classification of Seifert fibered 3-orbifolds, in R. Fenn (Herausgeber): Low Dimensional Topology, Cambridge University Press (1985), 19–85.
- Bouts des variétés hyperboliques de dimension 3, Annals of Mathematics 124 (1986), 71–158.
- The geometry of Teichmüller space via geodesic currents, Invent. Math. 92 (1988), 139–162.
- Shearing hyperbolic surfaces, bending pleated surfaces and Thurston's symplectic form. Ann. Fac. Sci. Toulouse Math. (6) 5 (1996), no. 2, 233–297.
- mit Jean-Pierre Otal: Laminations mesurées de plissage des variétés hyperboliques de dimension 3, Annals of Mathematics 113 (2004), 1013–1055.
- Kleinian groups which are almost fuchsian, J. Reine. Angew. Math. 587 (2005), 1–15.
- mit X. Liu: Representations of the quantum Teichmüller space, and invariants of surface diffeomorphisms, Geom. Topol. 11 (2007), 889–937.
- mit Guillaume Dreyer: Parameterizing Hitchin components. Duke Math. J. 163 (2014), no. 15, 2935–2975.
- mit Helen Wong: Representations of the Kauffman bracket skein algebra I: invariants and miraculous cancellations. Invent. Math. 204 (2016), no. 1, 195–243.